# Allgemeines öffentliches Krankenhaus Mondsee
Das Allgemeine öffentliche Krankenhaus Mondsee war ein Krankenhaus in der oberösterreichischen Marktgemeinde Mondsee. Es existierte von 1912 bis 1994.

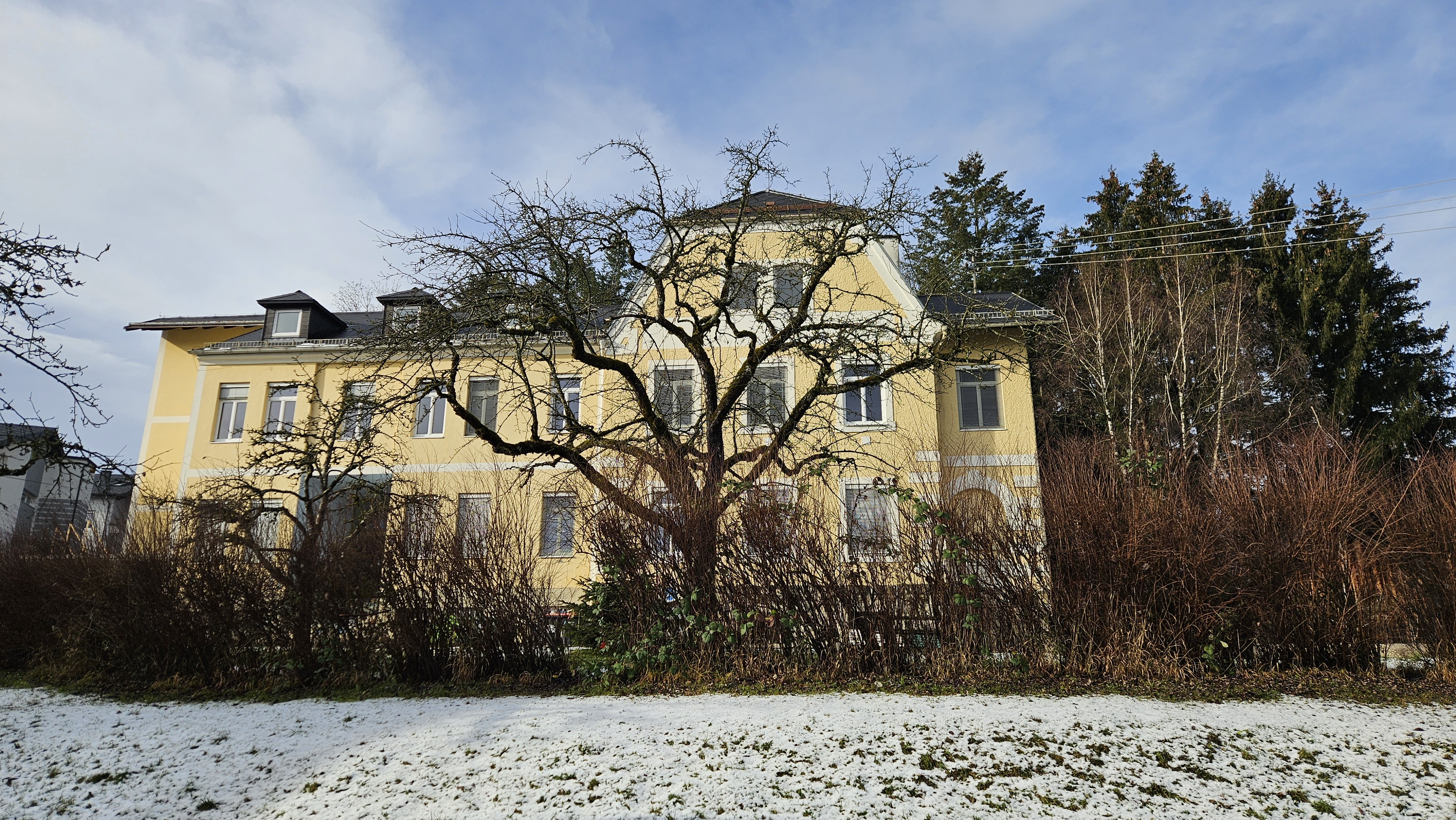
Die Gebäudefront des ehemaligen Krankenhauses Mondsee (2025).

## Geschichte
Das Krankenhaus war vom 1887 gegründeten Krankenhausbauverein Mondsee errichtet worden. Während des Ersten Weltkrieges war es Teil des "Notreservespitals" Mondsee bzw. wurde als dessen chirurgische Abteilung verwendet. Nach der Auflassung des Notreservespitals 1918 wurde das Krankenhaus renoviert sowie modernisiert und 1920 wiedereröffnet, 1921 wurde ihm das Öffentlichkeitsrecht verliehen. Nach der Auflösung des Krankenhausbauvereins ging das Krankenhaus 1922 in das Eigentum der Gemeinde Mondsee über. Ab 1928 stand es unter der Leitung des Mondseer Gemeindearztes Otto Frena, unter ihm kam es auch zur Einführung des chirurgischen Betriebs. Von 1929 bis 1934 wurden bei einer Zahl von 21 Betten insgesamt 596 operative Eingriffe vorgenommen. Die Kranken wurden von geistlichen Schwestern des Ordens der Armen Schulschwestern aus Vöcklabruck betreut.
In den 1960er und 1970er Jahren fanden in mehreren Etappen Erweiterungen des Krankenhauses statt. Nach der Schließung 1994 wurden im Gebäude ein Jugendzentrum, ein Kinderhort und Büroräume untergebracht.